# The Roots of Chicha 2
The Roots of Chicha 2 - Psychedelic Cumbias from Peru, o simplemente The Roots of Chicha 2, es un álbum recopilatorio de música cumbia amazónica y chicha realizado por la discográfica estadounidense Barbès Records el 2011.  La compilación y remasterización de las piezas fue realizada por Oliver Conan. El álbum recopila diecisiete canciones del género surgidas en la Amazonía peruana en la década de 1960 y 1970.

## Historia
Oliver Conan, un músico francés, conoció por primera vez la música chicha en un viaje a Perú en 2005. En ese entonces Conan vivía en Brooklyn y manejaba un club nocturno llamado Barbès. Luego del regreso de Perú a Nueva York, edita el álbum el 2007 a través de Barbès Records, discográfica que Conan manejaba desde su casa. Para algunos estudiosos en la música el álbum inicialmente fue de interés para la subcultura hipster, si bien reducida de ámbito global.
Tal fue el éxito del disco anterior, que se recopilaron más temas y con ello también una segunda parte de este disco, fue publicado también a través de Barbès Records.

## Recepción y críticas
El disco generó mucho interés ya que tuvo nuevas producciones y un renacer de la apreciación de este estilo musical en diferentes lugares, como Nueva York, Buenos Aires y Ciudad de México. Dado el éxito se editó este segundo volumen en 2010.

Se considera un disco de culto según algunos medios, y que los temas muestran
«una extraña combinación posmoderna de la psicodelia occidental, los ritmos cubanos y colombianos, las melodías andinas y la experimentación idiosincrática cercana en espíritu al sincretismo pop de las bandas brasileñas de Tropicalia como Os Mutantes».
No obstante, muchas de las críticas observaron el error de Oliver Conan al compilar apresuradamente una serie de canciones atribuyendo el origen de la chicha a la Amazonía peruana. En Perú, la chicha está asociada a una variante de la cumbia que llegó de Colombia en la década de los 60 y luego emergió en la década de los 70 en Lima cuyo público principal eran inmigrantes andinos históricamente abusados por el colonialismo interno y occidental. Por lo anterior, se ha argumentado que Conan contribuyó sin querer, a través de la edición del álbum, a una apropiación cultural de un estilo musical desvinculándolo de su origen social y asociándolo a otro más exótico, apolítico e interesante para audiencias externas.

## Lista de canciones
Canciones extraídas de este segundo álbum lanzado en 2011.

| N.º | Título                        | Duración |  |
| 1.  | «Constelación»                | 3:19     |  |
| 2.  | «El Diablo»                   | 2:47     |  |
| 3.  | «Silbando»                    | 3:06     |  |
| 4.  | «Colegiala»                   | 3:32     |  |
| 5.  | «La Pastocita»                | 2:50     |  |
| 6.  | «Lamento Del Yacuruna»        | 2:47     |  |
| 7.  | «Como Un Ave»                 | 2:49     |  |
| 8.  | «El Hueleguiso»               | 3:15     |  |
| 9.  | «A Trabajar»                  | 3:27     |  |
| 10. | «Cumbia Del Desierto»         | 2:14     |  |
| 11. | «Mala Mujer»                  | 3:01     |  |
| 12. | «Agua»                        | 3:03     |  |
| 13. | «El Aguajal»                  | 3:51     |  |
| 14. | «Paga La Cuenta Sinvergüenza» | 3:09     |  |
| 15. | «Siboney»                     | 2:34     |  |
| 16. | «La Danza Del Petrolero»      | 2:48     |  |